# TJ Meopta Přerov
Tělovýchovná jednota Meopta Přerov byl nejznámější název moravského fotbalového klubu z Přerova, který vznikl v neděli 20. března 1949 jako Závodní sokolská jednota Meopta Přerov.
Největším úspěchem klubu je účast v 10 ročnících 3. nejvyšší soutěže (prve 1951, naposled 1965/66).

## Historické názvy
Zdroj: 
- 1949 – ZSJ Meopta Přerov (Závodní sokolská jednota Meopta Přerov)
- 1953 – DSO Spartak Meopta Přerov (Dobrovolná sportovní organisace Spartak Meopta Přerov)
- 1957 – TJ Spartak Meopta Přerov (Tělovýchovná jednota Spartak Meopta Přerov)
- 1965 – TJ Meopta Přerov (Tělovýchovná jednota Meopta Přerov)
- 1969 – TJ Meochema Přerov (Tělovýchovná jednota Meochema Přerov)
- 1978 – TJ Lokomotiva Meochema Přerov (Tělovýchovná jednota Lokomotiva Meochema Přerov)
- 1992 – FK LMCH LET Přerov (Fotbalový klub Lokomotiva-Meochema LET Přerov)
- 1995 – zánik sloučením s FK PS Přerov

## Umístění v jednotlivých sezonách
Legenda: Z – zápasy, V – výhry, R – remízy, P – porážky, VG – vstřelené góly, OG – obdržené góly, +/− – rozdíl skóre, B – body, červené podbarvení – sestup, zelené podbarvení – postup, světle fialové podbarvení – přesun do jiné soutěže
| Československo (1949 – 1993) |                                           |        |    |     |     |     |     |     |     |    |        |
| Sezóny                       | Liga                                      | Úroveň | Z  | V   | R   | P   | VG  | OG  | +/− | B  | Pozice |
| ...                          |                                           |        |    |     |     |     |     |     |     |    |        |
| 1950                         | Krajská soutěž I. třídy                   | 4      | 22 | ... | ... | ... | ... | ... | ... |    | 1.     |
| 1951                         | Krajská soutěž - Olomouc                  | 3      | 18 | 9   | 1   | 8   | 54  | 28  | +26 | 19 | 4.     |
| 1952                         | Krajská soutěž - Olomouc                  | 3      | 22 | 10  | 2   | 10  | 55  | 52  | +3  | 22 | 6.     |
| 1953                         | Krajská soutěž I. třídy                   | 4      | 22 | ... | ... | ... | ... | ... | ... |    | 1.     |
| 1954                         | Krajská soutěž - Olomouc                  | 3      | 22 | 6   | 7   | 9   | 49  | 45  | +4  | 19 | 8.     |
| ...                          |                                           |        |    |     |     |     |     |     |     |    |        |
| 1958/59                      | Oblastní soutěž – sk. D                   | 3      | 26 | 9   | 8   | 9   | 46  | 49  | −3  | 26 | 7.     |
| 1959/60                      | Oblastní soutěž – sk. D                   | 3      | 28 | 11  | 4   | 13  | 45  | 50  | −5  | 26 | 9.     |
| 1960/61                      | Severomoravský krajský přebor             | 3      | 26 | 11  | 6   | 9   | 48  | 43  | +5  | 28 | 6.     |
| 1961/62                      | Severomoravský krajský přebor             | 3      | 26 | 7   | 6   | 13  | 37  | 45  | −8  | 20 | 13.    |
| 1962/63                      | I. A třída Severomoravského kraje – sk. ? | 4      | 26 | ... | ... | ... | ... | ... | ... |    | 1.     |
| 1963/64                      | Severomoravský krajský přebor             | 3      | 26 | 11  | 2   | 13  | 38  | 28  | +10 | 24 | 7.     |
| 1964/65                      | Severomoravský krajský přebor             | 3      | 26 | 13  | 4   | 9   | 40  | 33  | +7  | 30 | 6.     |
| 1965/66                      | Divize D                                  | 3      | 26 | 6   | 9   | 11  | 28  | 35  | −7  | 21 | 13.    |
| 1966/67                      | Severomoravský oblastní přebor            | 4      | 26 | 8   | 3   | 15  | 41  | 68  | −27 | 19 | 13.    |
| 1967/68                      | I. A třída Severomoravské oblasti – sk. ? | 5      | 26 | ... | ... | ... | ... | ... | ... |    |        |
| 1968/69                      | I. A třída Severomoravské oblasti – sk. ? | 5      | 26 | ... | ... | ... | ... | ... | ... |    |        |
| 1969/70                      | Středomoravský župní přebor               | 5      | 26 | 12  | 4   | 10  | 49  | 32  | +17 | 30 | 4.     |
| 1970/71                      | Středomoravský župní přebor               | 5      | 26 | 14  | 3   | 9   | 42  | 30  | +12 | 31 | 5.     |
| 1971/72                      | Středomoravský župní přebor               | 5      | 26 | 12  | 5   | 9   | 60  | 32  | +28 | 29 | 6.     |
| 1972/73                      | Severomoravský krajský přebor             | 5      | 30 | ... | ... | ... | ... | ... | ... |    |        |
| ...                          |                                           |        |    |     |     |     |     |     |     |    |        |
| 1992/93                      | I. A třída Hanácké župy – sk. B           | 6      | 26 | 14  | 5   | 7   | 52  | 30  | +22 | 33 | 2.     |
| Česko (1993 – 1995)          |                                           |        |    |     |     |     |     |     |     |    |        |
| Sezóny                       | Liga                                      | Úroveň | Z  | V   | R   | P   | VG  | OG  | +/− | B  | Pozice |
| 1993/94                      | Hanácký župní přebor                      | 5      | 30 | 5   | 7   | 18  | 38  | 56  | −18 | 22 | 16.    |
| 1994/95                      | I. A třída Hanácké župy – sk. B           | 6      | 26 | 6   | 7   | 13  | 29  | 47  | −18 | 25 | 13.    |

Poznámky:
- 1992/93: Postoupilo taktéž vítězné mužstvo SK Hranice „B“.[10][12]

## TJ Meopta Přerov „B“
TJ Meopta Přerov „B“ byl rezervním týmem Meopty Přerov.

### Umístění v jednotlivých sezonách
Legenda: Z – zápasy, V – výhry, R – remízy, P – porážky, VG – vstřelené góly, OG – obdržené góly, +/− – rozdíl skóre, B – body, červené podbarvení – sestup, zelené podbarvení – postup, světle fialové podbarvení – přesun do jiné soutěže
| Československo (1966 – 1967) |                                           |        |    |   |   |    |    |    |     |    |        |
| Sezóny                       | Liga                                      | Úroveň | Z  | V | R | P  | VG | OG | +/− | B  | Pozice |
| 1966/67                      | I. B třída Severomoravské oblasti – sk. C | 6      | 22 | 8 | 3 | 11 | 35 | 48 | −13 | 19 | 10.    |